# Бивер Дам Лејк (Њујорк)
Бивер Дам Лејк (енгл. Beaver Dam Lake) насељено је место без административног статуса у америчкој савезној држави Њујорк.

## Демографија
По попису из 2010. године број становника је 2.242, што је 537 (-19,3%) становника мање него 2000. године.
| Група             | 2000.         | 2010.         |
| Белци             | 2.513 (90,4%) | 1.876 (83,7%) |
| Афроамериканци    | 64 (2,3%)     | 72 (3,2%)     |
| Азијати           | 29 (1,0%)     | 34 (1,5%)     |
| Хиспаноамериканци | 149 (5,4%)    | 250 (11,2%)   |
| Укупно            | 2.779         | 2.242         |